# البنك المركزي لشرق الكاريبي
البنك المركزي لشرق الكاريبي هو البنك المركزي لدول شرق الكاريبي، وهو السلطة النقدية لأعضاء منظمة دول شرق البحر الكاريبي، باستثناء جزر العذراء البريطانية ومارتينيك. مهمة البنك هي الحفاظ على استقرار الأسعار والقطاع المالي من خلال العمل كحامي استقرار وحراسة آمنة للنظام المصرفي في اتحاد شرق الكاريبي للاقتصاد والعملات.
تم تأسيسه في أكتوبر عام 1983 بهدف الحفاظ على استقرار وسلامة نظام العملة والمصرفية في المنطقة دون الإقليمية من أجل تسهيل النمو والتنمية المتوازنين لدولها الأعضاء. يقع المقر الرئيسي للبنك في باستير في سانت كيتس.

## وصلات خارجية
- موقع البنك المركزي لشرق الكاريبي